# 인천연학초등학교
인천연학초등학교(仁川衍鶴初等學校)는 대한민국 인천광역시 미추홀구에 있는 공립 초등학교이다.

## 연혁
- 1983년 3월 1일 : 인천학익동국민학교로 개교
- 1996년 3월 1일 : '인천학익동초등학교' 교명 변경
- 2004년 3월 1일 : ' 변경